# Deon Hemmings
Deon Hemmings - (10 de septiembre de 1968 en Saint Ann, Jamaica). Atleta jamaicana especialista en los 400 metros vallas que fue campeona olímpica de esta prueba en los Juegos de Atlanta 1996 y subcampeona en los de Sídney 2000.
En su primera competición internacional importante, los Juegos Panamericanos de La Habana 1991, ganó la medalla de plata en los 400 m vallas tras la cubana Lency Montelier. Pocas semanas después participó en los campeonatos mundiales de Tokio 1991, donde tuvo una discreta actuación no pasando de las eliminatorias de los 400 m vallas.
Al año siguiente, en los Juegos Olímpicos de Barcelona 1992, logró el pase a la final, acabando en la 7.ª posición, lejos de la ganadora Sally Gunnell, de Gran Bretaña.
En los mundiales en pista cubierta de Toronto 1993 ganó la medalla de oro con el equipo jamaicano de relevos 4 × 400 m, junto a sus compatriotas Beverley Grant, Cathy Rattray-Williams y Sandie Richards. En los mundiales al aire libre de Stuttgart de ese año fue 6.ª en la final de los 400 m vallas.
Su consagración en la élite mundial de su prueba llegó en los campeonatos del mundo de Gotemburgo 1995, donde obtuvo la medalla de bronce en una carrera en la que las estadounidenses Kim Batten y Tonja Buford ganaron el oro y la plata corriendo ambas por debajo del récord mundial.
Las dos estadounidenses parecían las grandes favoritas para luchar por el oro en los Juegos Olímpicos de Atlanta 1996, pero contra todo pronóstico Deon Hemmings hizo la carrera de su vida y acabó ganando la medalla de oro con un nuevo récord olímpico de 52,82. Kim Batten fue segunda (53,08) y Tonja Buford tercera (53,22). Hemmings se convertía de esta forma en la primera atleta jamaicana en ganar una medalla de oro en unos Juegos Olímpicos.
En los años siguientes siguió siendo una de las grandes dominadoras de su especialidad. Fue segunda en los Campeonatos del mundo de Atenas 1997, tras la marroquí Nezha Bidouane, y tercera en los de Sevilla 1999, tras la cubana Daimi Pernia y la propia Bidouane.
Para los Juegos Olímpicos de Sídney 2000, Hemmings, Bidouane y Pernia eran las principales favoritas para el oro, pero se produjo la irrupción en la prueba de la rusa Irina Priválova, habitual corredora de 100 y 200 m, y de forma sorprendente acabó llevándose la medalla de oro olímpica con 53,02. Deon Hemmings obtuvo la de plata con 53,45 y Bidouane la de bronce con 53,57.
Además, en la prueba de relevos 4 x400 m Hemmings sumó una nueva medalla olímpica (la tercera de su carrera), al quedar las jamaicanas segundas por detrás de las estadounidenses. El equipo lo formaban por este orden Sandie Richards, Catherine Scott-Pomales, Deon Hemmings y Lorraine Fenton.
Se retiró del atletismo en 2003 y está casada desde 2004 con Michael McCarthy.

## Resultados
| Año  | Competición                            | Lugar         | Puesto                               | Marca         |
| ---- | -------------------------------------- | ------------- | ------------------------------------ | ------------- |
| 1991 | Juegos Panamericanos                   | La Habana     | 2.ª en 400 m vallas                  | 57,54         |
| 1992 | Juegos Olímpicos                       | Barcelona     | 7.ª en 400 m vallas                  | 55,58         |
| 1993 | Campeonato del Mundo En pista cubierta | Toronto       | 1.ª en 4 x 400 m                     | 3:32,32       |
| 1993 | Campeonato del Mundo                   | Stuttgart     | 6.ª en 400 m vallas                  | 54,99         |
| 1994 | Juegos de la Mancomunidad              | Victoria      | 2.ª en 400 m vallas 2.ª en 4 x 400 m | 55,11 3:27,63 |
| 1995 | Campeonato del Mundo En pista cubierta | Barcelona     | 4.ª en 400 m lisos                   | 52,01         |
| 1995 | Campeonato del Mundo                   | Gotemburgo    | 3.ª en 400 m vallas                  | 53,48         |
| 1996 | Juegos Olímpicos                       | Atlanta       | 1.ª en 400 m vallas                  | 52,82         |
| 1997 | Campeonato del Mundo                   | Atenas        | 2.ª en 400 m vallas 3.ª en 4 x 400 m | 53,09 3:21,30 |
| 1998 | Copa del Mundo                         | Johannesburgo | 2.ª en 400 m vallas 2.ª en 4 x 400 m | 53,03 3:24,39 |
| 1999 | Campeonato del Mundo En pista cubierta | Maebashi      | 6.ª en 400 m lisos                   | 52,04         |
| 1999 | Campeonato del Mundo                   | Sevilla       | 3.ª en 400 m vallas                  | 53,16         |
| 2000 | Juegos Olímpicos                       | Sídney        | 2.ª en 400 m vallas 2.ª en 4 x 400 m | 53,45 3:23,25 |
| 2001 | Campeonato del Mundo                   | Edmonton      | 7.ª en 400 m vallas                  | 55,83         |

## Marcas personales
- 200 metros - 22,64 (Austin, 2 de mayo de 1998)
- 400 metros lisos - 50,63 (Kingston, 24 Jun 1995)
- 400 metros vallas - 52,82 (Atlanta, 31 Jul 1996)